# Bingo (Better Call Saul)
«Bingo» es el séptimo episodio de la primera temporada de la serie de televisión estadounidense de AMC Better Call Saul, la serie derivada de Breaking Bad. El episodio se emitió el 16 de marzo de 2015 en AMC en Estados Unidos. Fue escrito por Gennifer Hutchison, y dirigido por Larysa Kondracki. Fuera de Estados Unidos, se estrenó en el servicio de streaming Netflix en varios países.

## Trama
En la estación de policía, Jimmy y Mike devuelven el cuaderno del detective Abbasi, alegando que lo encontraron en el estacionamiento. A pesar de las acusaciones de Abbasi, el detective Sanders le asegura en privado a Mike que tiene poco que temer. Jimmy encuentra a Chuck parado afuera de su casa, alegando que está acumulando tolerancia a los campos electromagnéticos. Jimmy almacena documentos legales en la casa de Chuck con el motivo oculto de involucrarlo en los casos y reiniciar su interés en la ley. Jimmy lleva a Kim a una oficina suite que está considerando para su práctica y le pide que sea su compañera. Ella lo rechaza debido a su lealtad a Hamlin, Hamlin y McGill.
Kim se reúne con los Kettleman y propone un acuerdo de culpabilidad que incluye una sentencia de prisión de dieciséis meses, la devolución de los USD $1,6 millones en dinero malversado y una admisión de culpa. Dado que perder un juicio significaría una pena de prisión de treinta años para Craig, ella recomienda este plan de acción. Sin embargo, Betsy rechaza el trato, mantiene la inocencia de su esposo y niega que haya dinero para devolver. Despiden a Kim y contratan a Jimmy, quien inicialmente los insta a aceptar el acuerdo. Betsy chantajea a Jimmy al señalar que el «retenedor» que los Kettleman le pagaron a Jimmy lo implicaría en su crimen. Mientras recoge los registros en HHM, Jimmy descubre que Kim ha sido degradada como resultado de perder a los Kettleman como clientes.
Jimmy solicita la ayuda de Mike, y él rocía un líquido fluorescente en una pila de billetes, que planta en un camión de juguete dejado afuera por uno de los niños de los Kettleman. Los Kettleman lo encuentran, suponen que proviene de los USD $1,6 millones malversados, lo agregan al resto del efectivo en su escondite. Mike interrumpe y usa una luz negra para rastrear el dinero robado hasta un fondo falso en un mueble del baño. Jimmy hace que Mike entregue el dinero al fiscal del distrito, y Mike le dice a Jimmy que completar esta tarea satisfará la deuda que tiene con Jimmy por la ayuda para robar el cuaderno del detective. Al día siguiente, Jimmy visita a los Kettleman. Cuando descubren que desapareció el dinero, Betsy nuevamente amenaza con revelar que Jimmy también es culpable. Jimmy responde que si ella hace eso, será culpable de un delito por haberle dado el dinero del soborno. Si Betsy y Craig son condenados, sus hijos crecerán sin ambos padres. Los Kettleman acuerdan regresar a HHM y aceptar el acuerdo de culpabilidad que Kim negoció, decidiendo que solo un padre vaya a prisión es su mejor opción. Un frustrado Jimmy regresa a su posible espacio de oficina para liberar su ira.

## Producción
Este fue el segundo episodio escrito por la productora supervisora Gennifer Hutchison en la serie. Fue dirigido por Larysa Kondracki.

## Recepción
Al emitirse, el episodio recibió 2,67 millones de espectadores en Estados Unidos, y una audiencia de 1,3 millones entre adultos de 18 a 49 años.
El episodio recibió una recepción generalmente positiva de los críticos. En el sitio web Rotten Tomatoes, basado en 21 reseñas, recibió una calificación de aprobación del 90% con un puntaje promedio de 7,5 de 10. El consenso del sitio dice: «Un episodio más discreto que el desgarrador que vino antes, «Bingo» se siente como un punto de inflexión en la constante búsqueda de Jimmy de ser una mejor persona». IGN le dio al episodio una calificación de 8,8. The Telegraph calificó el episodio con 4 estrellas de 5.